# بئر الدمام رقم 7
بئر الدمام رقم 7 أو بئر الخير هو أول بئر نفط اكتشف في المملكة العربية السعودية في مارس 1938 م، وذلك على بعد أميال قليلة شمال الظهران على التل المعروف باسم (جبل الظهران).

## قصة الاكتشاف
بعد أن حصلت سوكال على الامتياز بدأت في التنقيب في قبة الدمام، كان فريقها يتكون من 13 أمريكي من بينهم أفضل جيولوجي في الشركة، ماكس ستينكي الذي يعزي إليه الكثيرون ممن عملوا معه فهم التكوين الطبقي للمنطقة الشرقية وذلك قبل أن توجد التكنولوجيا الحديثة للتنقيب. كان الجيولوجيون الأفذاذ الأوائل من أمثال ستينكي يلاحظون ويدرسون التشكيل الجيولوجي الظاهر فوق الأرض ومن ثم يتخيلون الامتداد الطبقي لها تحت الرمال.
أنتج أول بئر حفر في قبة الدمام 6000 برميل يومياً ولكنه سرعان ما أصبح حفرة فارغة. البئر الثاني أنتج كميات ضخمة ولكنهم أغلقوه لأن صهاريج التخزين قد امتلأت بالكامل. أصبح الحماس كبيراً في موقع الحفر بعد هذا النجاح ولكن كبار المدراء في مقر شركة سوكال في سان فرانسيسكو كانوا قلقين جداً بسبب المصاريف التي يتكبدونها جراء التنقيب في هذا الموقع النائي. بدأ الحفر في الآبار رقم 3 إلى 6 وبينما الحفر جار فيها إذا بالبئر رقم اثنان يبدأ في إنتاج الماء بعشرة أضعاف إنتاجه للبترول، أما الآبار من 3 إلى 6 فقد كانت إما جافة أو بها كميات قليلة من الزيت.

مجلس إدارة أرامكو يجتمع عند بئر الدمام رقم 7 في أكتوبر 1962م برئاسة توماس بارجر وممثلا الحكومة السعودية أحمد زكي يماني وحافظ وهبة.

في صيف 1936 بدأ الحفر في البئر رقم 7 وقد واجهت فريق الحفر الكثير من المشاكل منذ بداية الحفر، تم استدعاء فريد دافيس و ماكس ستينكي إلى سان فرانسيسكو للاجتماع مع مجلس إدارة الشركة للبت في موضوع الانسحاب من السعودية بعد ارتفاع تكاليف التنقيب عن النفط والنتائج المخيبة للتنقيب وكان سوق الأسهم يسجل مستويات دنيا بشكل يومي تقريباً، في يوم 3 مارس 1938 اليوم الذي اجتمع فيه مجلس الإدارة لاتخاذ قرار بشأن الانسحاب من السعودية وصلت برقية إليهم تخبرهم بان البئر رقم 7 انفجر بالبترول وأن الإنتاج يصل إلى 1600 برميل يومياً وبعدها بعدة أيام وصل الإنتاج إلى 4000 برميل يوميا.
استمر البئر في الإنتاج لمدة الـ 44 سنة التالية حتى الغلق بالإسمنت عام 1982 بعد أن أنتج 32.5 مليون برميل
اكتشف بواسطة خميس بن رمثان والجيولوجي الأمريكي ماكس ستينكي. وحصل عندما قامت شركة تكسكو الأمركية بالتنقيب في الدمام. أنتج 1500 برميل مباشره بعد اكتشافه، وقد أطلق عليه عبد العزيز آل سعود بئر الخير.
وفي عام 1982، استبعدت بئر الدمام رقم (7) من قائمة الآبار المنتجة لأسباب تشغيلية، وذلك بعد 45 سنة من الإنتاج المستمر. ولكن هذا الحدث لا يعني أنها نضبت، لا تزال قادرة على الإنتاج بالتدفق الطبيعي، أي كما كانت عليه في الماضي.